# Qualificazioni al campionato europeo maschile under 21 di calcio 1986

Il gol di Gianluca Vialli (a destra) nella sfida tra Italia e Lussemburgo del gruppo 8. Benevento, 17 aprile 1985.

## Gruppi di qualificazione

### Gruppo 1
| Squadre | Squadre | P | V | N | P | F  | S | Pt |
| ------- | ------- | - | - | - | - | -- | - | -- |
| 1       | Polonia | 4 | 3 | 0 | 1 | 10 | 4 | 6  |
| 2       | Grecia  | 4 | 2 | 0 | 2 | 6  | 8 | 4  |
| 3       | Albania | 4 | 1 | 0 | 3 | 3  | 7 | 2  |

| - Polonia 5-1 Grecia - Polonia 2-0 Albania - Grecia 2-0 Albania | - Grecia 2-1 Polonia - Albania 1-2 Polonia - Albania 2-1 Grecia |

### Gruppo 2
| Squadre | Squadre        | P | V | N | P | F | S | Pt |
| ------- | -------------- | - | - | - | - | - | - | -- |
| 1       | Svezia         | 6 | 4 | 1 | 1 | 7 | 3 | 9  |
| 2       | Germania Ovest | 6 | 3 | 1 | 2 | 9 | 6 | 7  |
| 3       | Cecoslovacchia | 6 | 2 | 1 | 3 | 6 | 8 | 5  |
| 4       | Portogallo     | 6 | 1 | 1 | 4 | 4 | 9 | 3  |

| - Svezia 1-1 Portogallo - Portogallo 0-1 Cecoslovacchia - Germania Ovest 1-0 Svezia - Portogallo 0-1 Svezia - Portogallo 2-1 Germania Ovest - Cecoslovacchia 1-1 Germania Ovest | - Svezia 1-0 Cecoslovacchia - Cecoslovacchia 3-1 Portogallo - Svezia 2-1 Germania Ovest - Cecoslovacchia 0-2 Svezia - Germania Ovest 2-0 Portogallo - Germania Ovest 3-1 Cecoslovacchia |

### Gruppo 3
| Squadre | Squadre     | P | V | N | P | F | S | Pt |
| ------- | ----------- | - | - | - | - | - | - | -- |
| 1       | Inghilterra | 6 | 3 | 2 | 1 | 9 | 3 | 8  |
| 2       | Finlandia   | 6 | 1 | 4 | 1 | 6 | 6 | 6  |
| 3       | Romania     | 6 | 1 | 4 | 1 | 5 | 7 | 6  |
| 4       | Turchia     | 6 | 0 | 4 | 2 | 3 | 7 | 4  |

| - Inghilterra 2-0 Finlandia - Turchia 1-1 Finlandia - Turchia 0-0 Inghilterra - Romania 1-0 Turchia - Romania 0-0 Inghilterra - Finlandia 3-1 Inghilterra | - Finlandia 2-2 Romania - Romania 0-0 Finlandia - Inghilterra 3-0 Romania - Finlandia 0-0 Turchia - Inghilterra 3-0 Turchia - Turchia 2-2 Romania |

### Gruppo 4
| Squadre | Squadre      | P | V | N | P | F  | S  | Pt |
| ------- | ------------ | - | - | - | - | -- | -- | -- |
| 1       | Francia      | 6 | 2 | 3 | 1 | 11 | 7  | 7  |
| 2       | Bulgaria     | 6 | 3 | 1 | 2 | 14 | 12 | 7  |
| 3       | Germania Est | 6 | 1 | 4 | 1 | 9  | 9  | 6  |
| 4       | Jugoslavia   | 6 | 1 | 2 | 3 | 10 | 16 | 4  |

| - Jugoslavia 1-2 Bulgaria - Germania Est 1-1 Jugoslavia - Francia 2-1 Bulgaria - Francia 1-1 Germania Est - Jugoslavia 0-0 Francia - Bulgaria 3-2 Germania Est | - Bulgaria 4-0 Francia - Bulgaria 3-6 Jugoslavia - Germania Est 1-1 Francia - Jugoslavia 2-3 Germania Est - Germania Est 1-1 Bulgaria - Francia 7-0 Jugoslavia |

### Gruppo 5
| Squadre | Squadre     | P | V | N | P | F  | S  | Pt |
| ------- | ----------- | - | - | - | - | -- | -- | -- |
| 1       | Ungheria    | 6 | 5 | 0 | 1 | 9  | 3  | 10 |
| 2       | Paesi Bassi | 6 | 4 | 1 | 1 | 11 | 3  | 9  |
| 3       | Austria     | 6 | 0 | 3 | 3 | 3  | 7  | 3  |
| 4       | Cipro       | 6 | 0 | 2 | 4 | 3  | 13 | 2  |

| - Cipro 1-1 Austria - Ungheria 2-0 Austria - Paesi Bassi 1-0 Ungheria - Austria 0-0 Paesi Bassi - Cipro 1-3 Ungheria - Cipro 1-3 Paesi Bassi | - Paesi Bassi 5-0 Cipro - Ungheria 1-0 Cipro - Austria 1-2 Ungheria - Paesi Bassi 2-1 Austria - Austria 0-0 Cipro - Ungheria 1-0 Paesi Bassi |

### Gruppo 6
| Squadre | Squadre          | P | V | N | P | F  | S  | Pt |
| ------- | ---------------- | - | - | - | - | -- | -- | -- |
| 1       | Danimarca        | 6 | 3 | 2 | 1 | 11 | 7  | 8  |
| 2       | Norvegia         | 6 | 2 | 2 | 2 | 10 | 9  | 6  |
| 3       | Unione Sovietica | 6 | 3 | 0 | 3 | 8  | 8  | 6  |
| 4       | Svizzera         | 6 | 1 | 2 | 3 | 7  | 12 | 4  |

| - Norvegia 3-0 Svizzera - Danimarca 2-2 Norvegia - Norvegia 2-1 URSS - Svizzera 1-1 Danimarca - Svizzera 4-2 URSS - URSS 1-0 Svizzera | - Danimarca 1-0 URSS - URSS 2-0 Danimarca - Danimarca 4-1 Svizzera - Norvegia 1-3 Danimarca - URSS 2-1 Norvegia - Svizzera 1-1 Norvegia |

### Gruppo 7
| Squadre | Squadre | P | V | N | P | F | S | Pt |
| ------- | ------- | - | - | - | - | - | - | -- |
| 1       | Spagna  | 4 | 3 | 1 | 0 | 4 | 0 | 6  |
| 2       | Scozia  | 4 | 1 | 1 | 2 | 1 | 4 | 3  |
| 3       | Islanda | 4 | 1 | 0 | 3 | 2 | 3 | 1  |

| - Scozia 1-0 Islanda - Scozia 0-2 Spagna - Spagna 0-0 Scozia | - Islanda 2-0 Scozia - Islanda 0-1 Spagna - Spagna 1-0 Islanda |

### Gruppo 8
| Squadre | Squadre     | P | V | N | P | F  | S  | Pt |
| ------- | ----------- | - | - | - | - | -- | -- | -- |
| 1       | Italia      | 4 | 3 | 1 | 0 | 15 | 2  | 7  |
| 2       | Belgio      | 4 | 1 | 1 | 2 | 7  | 8  | 3  |
| 3       | Lussemburgo | 4 | 1 | 0 | 3 | 5  | 17 | 2  |

| - Belgio 5-1 Lussemburgo - Belgio 1-1 Italia - Italia 5-1 Lussemburgo | - Lussemburgo 0-6 Italia - Lussemburgo 3-1 Belgio - Italia 3-0 Belgio |